# Alexis Phelut
Alexis Phelut (* 3. März 1998 in Beaumont) ist ein französischer Leichtathlet, der sich auf den Hindernislauf spezialisiert hat.

## Sportliche Laufbahn
Erste internationale Erfahrungen sammelte Alexis Phelut im Jahr 2015, als er bei den Jugendweltmeisterschaften in Cali im 2000-Meter-Hindernislauf mit 6:02,83 min in der ersten Runde ausschied. Bei den Crosslauf-Weltmeisterschaften 2017 in Kampala gelangte er nach 27:07 min auf Rang 72 und bei den U20-Europameisterschaften in Grosseto gewann er in 8:53,73 min die Silbermedaille. 2018 siegte er in 8:55,89 min bei den U23-Mittelmeermeisterschaften in Jesolo und im Jahr darauf gewann er bei den U23-Europameisterschaften in Gävle in 8:44,49 min die Silbermedaille hinter dem Deutschen Frederik Ruppert.

## Persönliche Bestleistungen
- 3000 Meter: 8:42,77 min, 1. Oktober 2016 in Aubière
  - 3000 Meter (Halle): 8:20,20 min, 9. Februar 2020 in Metz
- 3000 m Hindernis: 8:32,48 min, 15. Juni 2019 in Bron